# نانوثانية
نانو ثانية (بالإنجليزية: nanosecond)‏ وهي تساوي واحد من مليار من الثانية.
1 نانو ثانية = 10−9 ثانية.
نسبة 1 نانو ثانية من الثانية الواحدة هي مثل نسبة الثانية الواحدة من 31.71 سنة.

## اقرأ أيضا
- ثانية
- ميلي ثانية
- فيمتو ثانية